# Hemn-fjord
A Hemn-fjord (Hemnfjorden) fjord Norvégia partjainál, Sør-Trøndelag megye partvidékén. A 25 kilométer hosszúságú fjord dél felé nyílik a Trondheimsleia-szoros felől és elválasztja egymástól Hemne és Snillfjord kistérségeket. Az Åst-fjord és a Snill-fjord Snillfjordnál ágaznak ki a Hemn-fjordból. Heim település a fjord nyugati partvidékén fekszik, míg a kistérségi központ, Kyrksæterøra a fjord déli végénél található.

## Fordítás
Ez a szócikk részben vagy egészben  a   Hemnfjorden című angol Wikipédia-szócikk ezen változatának fordításán alapul.  Az eredeti cikk szerkesztőit annak laptörténete sorolja fel. Ez a jelzés csupán a megfogalmazás eredetét és a szerzői jogokat jelzi, nem szolgál a cikkben szereplő információk forrásmegjelöléseként.